# Chica final

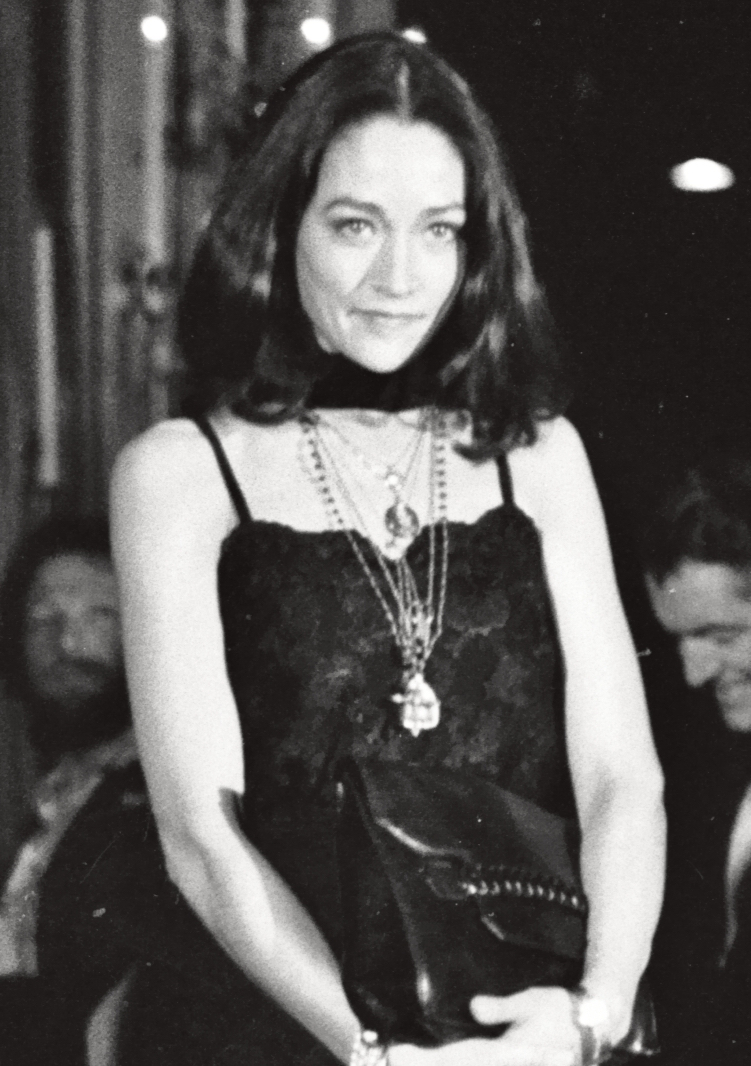
Olivia Hussey interpretó a Jess Bradford en Black Christmas (1974), convirtiéndose en uno de los primeros ejemplos de una chica final.

La chica final es un tropo en las películas de terror, particularmente de las cintas de slasher. Se refiere a la(s) última(s) niña(s) o mujer viva que se enfrentó al asesino, aparentemente la que quedó para contar la historia.
La chica final ha sido vista en varias películas, por mencionar algunas; The Texas Chain Saw Massacre, Halloween, Alien, Friday the 13th, Black Christmas, A Nightmare on Elm Street y Scream
El término fue acuñado por Carol J. Clover en su libro, Men, Women, and Chainsaws: Gender in the Modern Horror Film (1992). Clover sugirió que en estas películas, el espectador comenzó compartiendo la perspectiva del asesino, pero experimentó un cambio en la identificación con la última chica a mitad de la película.

## Uso del término
El significado original de "chica final", como lo describió Clover en 1992, es bastante limitado. Clover estudió películas slasher de las décadas de 1970 y 1980 (que se considera la época dorada del género) y definió a la chica final como una mujer que es la única sobreviviente del grupo de personas (generalmente jóvenes) que son perseguidos por un villano, y que obtiene una confrontación final con el villano (ya sea que ella misma lo mate o que sea salvada en el último minuto por otra persona, como un oficial de policía), y que tiene tal "privilegio" debido a su superioridad moral implícita (por ejemplo, ella es la única que rechaza el sexo, las drogas u otros comportamientos similares, a diferencia de sus amigos).

## Concepto de tropo
El tropo de la chica final ha evolucionado a lo largo de los años, desde las primeras chicas finales que suelen ser damiselas en apuros, a menudo salvadas por un hombre fuerte (como un oficial de policía o un extraño heroico), hasta chicas finales más modernas que tienen más probabilidades de sobrevivir debido a a sus propias capacidades. Según la definición de Clover, Lila Crane de Psycho (1960) es un ejemplo de superviviente femenina y no de chica final, por su falta de pureza moral, que es salvada por un varón al final de la película. Laurie Strode de Halloween (1978) es una última chica, pero es salvada por otra persona (Dr. Sam Loomis).
Sobre esta base, Tony Williams argumenta que, si bien las heroínas de las películas de terror de la década de 1980 eran más progresistas que las de décadas anteriores, el cambio de género se realiza de manera conservadora y la convención final de la niña no puede considerarse progresista "sin una investigación más exhaustiva". Además, en muchos slashers, la victoria final de la chica suele ser ambigua o solo aparente. El hecho de que todavía esté viva al final de la película no la convierte en una heroína victoriosa. En muchas de estas películas, el final es ambiguo, donde el asesino/entidad está o podría estar todavía vivo, dejando a los espectadores inseguros sobre el futuro de la chica final (un ejemplo notable es Jess Bradford en Black Christmas de 1974). 
Tony Williams también da varios ejemplos de chicas finales en las heroínas de la serie Friday the 13th, como Chris Higgins de la Parte III. Él señala que ella no concluye la película del todo victoriosa y está catatónica al final de la película.  Además, Williams señala que las niñas finales a menudo sobreviven, pero en la secuela son asesinadas o institucionalizadas
Derek Soles argumenta que el trágico destino de estas niñas finales representa una expresión de la sociedad patriarcal donde las mujeres capaces e independientes deben ser contenidas o destruidas. En películas más recientes, esto ha comenzado a cambiar, y la última chica ya no está siempre condenada, siendo un ejemplo notable la serie Scream.
Según Clover, la última chica en muchas películas comparte características comunes: 
- Normalmente no está disponible sexualmente o es virginal.
- Evita los vicios de las víctimas como el consumo de drogas ilegales.
- Ocasionalmente, la chica final tendrá una historia compartida con el asesino.
- La chica final es la "conciencia investigadora" de la película, que hace avanzar la narrativa y, como tal, exhibe inteligencia, curiosidad y vigilancia.
- Durante el enfrentamiento final de la chica con el asesino, argumenta Clover, ella se masculiniza a través de la "apropiación fálica" al tomar un arma, como un cuchillo o una motosierra, contra el asesino.

Clover argumenta que para que una película tenga éxito, es necesario que este personaje sobreviviente sea una mujer porque debe experimentar un terror abyecto, y muchos espectadores rechazarían una película que mostrara un terror abyecto por parte de un hombre. El terror tiene un propósito, en el sentido de que la mujer, si sobrevive, es "purgada" de características indeseables, como la búsqueda incesante del placer personal.

## Lista
| Chica(s) final(s)            | Origen                                           | Secuelas en que aparece | Sobrevivió a               | Notas     |
| ---------------------------- | ------------------------------------------------ | ----------------------- | -------------------------- | --------- |
| Jess Bradford                | Black Christmas                                  | —                       | Billy                      |           |
| Kelli Presley                | Black Christmas                                  | —                       | Billy y Agnes Lenz         |           |
| Sally Hardesty               | The Texas Chain Saw Massacre                     | 4 · 9                   | Leatherface y su familia   | Fallecida |
| Vanita "Stretch" Brock       | The Texas Chainsaw Massacre 2                    | 3                       | Leatherface y su familia   |           |
| Michelle                     | Leatherface: Texas Chainsaw Massacre III         | —                       | Leatherface y su familia   |           |
| Jenny                        | The Texas Chainsaw Massacre: The Next Generation | —                       | Leatherface y su familia   |           |
| Erin Hasdesty                | The Texas Chainsaw Massacre                      | —                       | Leatherface y su familia   |           |
| Chrissie                     | The Texas Chainsaw Massacre: The Beginning       | —                       | Leatherface y su familia   | Fallecida |
| Heather Miller               | Texas Chainsaw 3D                                | —                       | Leatherface                |           |
| Lila                         | Texas Chainsaw Massacre                          | —                       | Leatherface                |           |
| Nancy Thompson               | A Nightmare on Elm Street                        | 3                       | Freddy Krueger             | Fallecida |
| Sidney Prescott              | Scream                                           | 2 · 3 · 4 · 5 · 7       | Ghostface                  |           |
| Gale Weathers                | Scream                                           | 2 · 3 · 4 · 5 · 6 · 7   | Ghostface                  |           |
| Kirby Reed                   | Scream 4                                         | 6                       | Ghostface                  |           |
| Sam y Tara Carpenter         | Scream                                           | 6                       | Ghostface                  |           |
| Julie James                  | I Know What You Did Last Summer                  | 2 · 4                   | El Pescador                |           |
| Karla Wilson                 | I Still Know What You Did Last Summer            | 4                       | El Pescador                |           |
| Amber Williams               | I'll Always Know What You Did Last Summer        | —                       | El Pescador                |           |
| Ava Brucks y Danica Richards | I Know What You Did Last Summer                  | —                       | El Pescador                |           |
| Sarah Palmer                 | My Bloody Valentine                              | —                       | The Miner                  |           |
| Nica Pierce                  | La maldición de Chucky                           | 7 · T1 · T2 · T3        | Chucky y Tiffany Valentine |           |
| Lexy Cross                   | Chucky                                           | T2 · T3                 | Chucky y Tiffany Valentine |           |
| Tree Gelbman                 | Feliz día de tu muerte                           | 2                       | BabyFace                   |           |
| Deena Johnson y Sam Fraser   | La calle del terror (Parte 1): 1994              | 2 · 3                   | Los Shadyside Killers      |           |
| Ziggy Berman                 | La calle del terror (Parte 2): 1978              | 3                       | Los Shadyside Killers      |           |
| Maxime Minx                  | X                                                | 3                       | Pearl y The Night Stalker  |           |
| Lucy y Summer Field          | Time Cut                                         | —                       | El Sweetly Slasher         |           |
| Hayley Martin                | Tarot                                            | —                       | La Astróloga               |           |
| Lori Granger                 | Fear Street: Prom Queen                          | —                       | Prom Killer                |           |
| Maya Lucas                   | The Strangers: Chapter 1                         | 4                       | Los Strangers              |           |
| Tory Reding                  | Leprechaun                                       | —                       | Leprechaun                 |           |